# Jahorlik Kut
Jahorlik Kut (ukr. Ягорлицький Кут) je poluotok u južnoj Ukrajini koji odvaja zaljev Jahorlik od Tendrivskog zaljeva. Administrativno je dio Skadovskog rajona.
Od 1959. do 1994. koristilo ga je sovjetsko ratno zrakoplovstvo kao poligon za bombardiranje.

## Vanjske poveznice
- Odjeci antičkog Boristena . "Naddnipryanska Pravda plyus" na portalu Kherson Arts. 1. studenog 2013